# Trichonta tschulyschmanensis
Trichonta tschulyschmanensis är en tvåvingeart som beskrevs av Zaitzev 1988. Trichonta tschulyschmanensis ingår i släktet Trichonta och familjen svampmyggor. Inga underarter finns listade i Catalogue of Life.